# Thierry Tusseau
Thierry Tusseau (Nogent-sur-Marne, 29 de janeiro de 1958) é um ex-futebolista profissional francês que atuava como lateral-esquerdo. 

## Carreira
Thierry Tusseau representou o seu país na Euro 1984, em que foi campeão, e na Copa do Mundo de 1986, ficando em terceiro lugar.